# Schwarzducker
Der Schwarzducker  (Cephalophorus niger, früher Cephalophus niger) ist eine kleine Antilope, die in Westafrika von Sierra Leone bis zum Südwesten Nigerias vorkommt.

## Merkmale
Der Schwarzducker erreicht eine Kopf-Rumpf-Länge von 80 bis 100 cm, eine Widerristhöhe von 45 bis 55 cm und ein Gewicht von 15 bis 20 kg. Sein Schwanz wird 7 bis 14 cm lang, die Hörner der Männchen 7,5 bis 17,5 cm, die der Weibchen 2,5 bis 3 cm. Allgemein ist er ein kräftigerer gebauter Ducker mit langem Körper und kurzen, kräftigen Beinen. Weibchen sind meist größer als Männchen.
Das Fell ist braunschwarz bis schwarz, wobei der Rücken der Tiere dunkler ist. Kopf, Kehle und Brust sind heller, die Kopfoberseite und der Stirnschopf rotbraun, die Außenseite der Ohren schwarzbraun, deren Innenseite rötlich braun. Die Mitte der Stirn kann schwarz sein. Die Innenseite der Beine sind gelbbraun. Der schwarze Schwanz hat einzelne helle Haare, seine Endquaste ist schwarz-weiß. Leistendrüsen fehlen, die Afterklauen sind klein. Die Hörner haben einen runden Querschnitt und verlaufen gerade, bei männlichen Tieren sind sie zwischen 7,2 und 9,4 cm lang, bei weiblichen mit maximal 3,1 cm Länge deutlich kürzer. Ihre Basis ist schwach geriffelt.

## Lebensweise
Der Schwarzducker lebt an Waldrändern und in Dickichten und verbuschtem offenerem Gelände, teils auch in Galeriewäldern. Meist ist er tagaktiv und einzelgängerisch, nur selten trifft man auf kleiner Gruppen, die maximal drei Individuen umfassen. Diese bestehen dann aus Männchen, Weibchen und dem Nachkommen, über die Stabilität solcher Verbände ist nichts bekannt. Die Nahrung besteht aus Früchten, die 88 % aller verzehrten Pflanzen ausmachen. Dazu zählen solche der Wolfsmilchgewächse, Feigen, Ölpalmen und Lorbeergewächse. Andere weiche Pflanzenteile wie Blätter spielen eine eher untergeordnete Rolle und werden nur im saftigen Zustand gefressen. Die Früchte können bis zu 6 cm Durchmesser haben, größere oder zähe werden gemieden.
Die Paarungszeit des Schwarzduckers ist ganzjährig, eine größere Anzahl an Nachkommen kommt jedoch zwischen November und Januar zur Welt. Die Tragzeit dauert 126 Tagen und ist damit vergleichbar kurz, in der Regel kommt danach nur ein Jungtier zur Welt. Dieses wiegt durchschnittlich 1,94 kg und wird rund 90 Tage gestillt. Das Geburtsintervall liegt bei siebeneinhalb Monaten. In Gefangenschaft kann der Schwarzducker bis zu 14 Jahre alt werden.

## Bedrohung und Schutz
Die Gesamtpopulation des Schwarzduckers wird auf rund 100.000 Tiere geschätzt. In seinem Verbreitungsgebiet ist er jedoch ein häufig gejagtes Tier und dient als Fleischlieferant. Die IUCN gibt an, dass die Bestände zurückgehen, momentan gilt der Schwarzducker aber als least concern („nicht gefährdet“).